# (9699) Baumhauer
(9699) Baumhauer (3036 T-1) – planetoida z grupy pasa głównego asteroid okrążająca Słońce w ciągu 4,28 lat w średniej odległości 2,63 j.a. Odkryta 26 marca 1971 roku.